# Solanhac de Lèir
Solanhac (en francès Solignac-sur-Loire) és un municipi francès situat al departament de l'Alt Loira i a la regió d'Alvèrnia-Roine-Alps. L'any 2007 tenia 1.174 habitants.

## Demografia

### Població
El 2007 la població de fet de Solignac-sur-Loire era de 1.174 persones. Hi havia 450 famílies de les quals 122 eren unipersonals (51 homes vivint sols i 71 dones vivint soles), 150 parelles sense fills, 166 parelles amb fills i 12 famílies monoparentals amb fills.
La població ha evolucionat segons el següent gràfic:
Habitants censats

### Habitatges
El 2007 hi havia 584 habitatges, 464 eren l'habitatge principal de la família, 61 eren segones residències i 59 estaven desocupats. 534 eren cases i 49 eren apartaments. Dels 464 habitatges principals, 361 estaven ocupats pels seus propietaris, 88 estaven llogats i ocupats pels llogaters i 15 estaven cedits a títol gratuït; 14 tenien dues cambres, 79 en tenien tres, 176 en tenien quatre i 195 en tenien cinc o més. 372 habitatges disposaven pel capbaix d'una plaça de pàrquing. A 200 habitatges hi havia un automòbil i a 219 n'hi havia dos o més.

### Piràmide de població
La piràmide de població per edats i sexe el 2009 era:
| Homes | Edats   | Dones |
| ----- | ------- | ----- |
| 0     | 95 o +  | 4     |
| 12    | 90 a 94 | 12    |
| 12    | 85 a 89 | 32    |
| 4     | 80 a 84 | 12    |
| 20    | 75 a 79 | 40    |
| 24    | 70 a 74 | 16    |
| 28    | 65 a 69 | 12    |
| 28    | 60 a 64 | 12    |
| 8     | 55 a 59 | 20    |
| 48    | 50 a 54 | 32    |
| 32    | 45 a 49 | 52    |
| 40    | 40 a 44 | 40    |
| 40    | 35 a 39 | 36    |
| 44    | 30 a 34 | 32    |
| 28    | 25 a 29 | 24    |
| 48    | 20 a 24 | 4     |
| 56    | 15 a 19 | 44    |
| 44    | 10 a 14 | 16    |
| 36    | 5 a 9   | 36    |
| 24    | 0 a 4   | 16    |

## Economia
El 2007 la població en edat de treballar era de 712 persones, 522 eren actives i 190 eren inactives. De les 522 persones actives 495 estaven ocupades (261 homes i 234 dones) i 27 estaven aturades (15 homes i 12 dones). De les 190 persones inactives 90 estaven jubilades, 42 estaven estudiant i 58 estaven classificades com a «altres inactius».

### Ingressos
El 2009 a Solignac-sur-Loire hi havia 478 unitats fiscals que integraven 1.162,5 persones, la mediana anual d'ingressos fiscals per persona era de 16.627 €.

### Activitats econòmiques
Dels 71 establiments que hi havia el 2007, 1 era d'una empresa extractiva, 2 d'empreses alimentàries, 2 d'empreses de fabricació d'altres productes industrials, 20 d'empreses de construcció, 10 d'empreses de comerç i reparació d'automòbils, 5 d'empreses de transport, 3 d'empreses d'hostatgeria i restauració, 2 d'empreses d'informació i comunicació, 5 d'empreses financeres, 5 d'empreses immobiliàries, 2 d'empreses de serveis, 11 d'entitats de l'administració pública i 3 d'empreses classificades com a «altres activitats de serveis».
Dels 28 establiments de servei als particulars que hi havia el 2009, 1 era una oficina de correu, 1 una oficina bancària, 3 tallers de reparació d'automòbils i de material agrícola, 1 autoescola, 2 paletes, 5 guixaires pintors, 8 fusteries, 2 lampisteries, 1 electricista, 2 perruqueries i 2 restaurants.
Dels 5 establiments comercials que hi havia el 2009, 2 eren botiges de menys de 120 m², 1 una fleca, 1 una carnisseria i 1 una botiga de mobles.
L'any 2000 a Solignac-sur-Loire hi havia 44 explotacions agrícoles que ocupaven un total de 1.444 hectàrees.

## Equipaments sanitaris i escolars
El 2009 hi havia 1 centre de salut i 1 farmàcia.
El 2009 hi havia 2 escoles elementals.

## Poblacions més properes
El següent diagrama mostra les poblacions més properes.